# Vagn Walfrid Ekman
Vagn Walfrid Ekman (* 3 de maig de 1874 a Estocolm; † 9 de març de 1954 a Gostad prop de Stockaryd) va ser un físic i oceanògraf suec.

## Vida
Walfrid va ser el quart fill del químic i hidrògraf Fredrik Laurentz Ekman (1830–1890). Primer va estudiar física a la Universitat d'Uppsala i va assistir a conferències sobre oceanografia. Però les conferències de Vilhelm Bjerknes, que va ensenyar sobre la mecànica dels fluids, van ser influents per a ell. Durant la seva expedició amb el Fram, Fridtjof Nansen va descobrir que els icebergs no van a la deriva en la direcció del vent, sinó que es desvien en un angle de 20-40°. A proposta de Bjerknes, Ekman va inventar l'espiral d'Ekman quan encara era estudiant per a una explicació d'aquest fenomen. Després de graduar-se el 1902 amb un doctorat, Ekman va anar al Laboratori Internacional d'Investigació Oceanogràfica d'Oslo, on va treballar durant set anys. De 1910 a 1939 va continuar el seu treball teòric i pràctic a la Universitat de Lund com a professor de mecànica i física matemàtica. Les seves investigacions sobre la interacció de l'energia eòlica, la força de Coriolis i la fricció van conduir a coneixements de gran abast sobre la formació i el comportament dels corrents oceànics. També va tractar teòricament i experimentalment amb l'aigua morta, un fenomen provocat per onades internes als estuaris. 1925
El 1910 va ser nomenat membre de la Reial Societat Fisiogràfica de Lund, el 1931 a la Reial Societat Científica i Literària de Göteborg i el 1935 tant a l'Acadèmia Noruega de Ciències com a la Reial Acadèmia Sueca de Ciències.
A més de l'espiral d'Ekman, el nombre d'Ekman, la capa d'Ekman i el transport d'Ekman reben el nom d'Ekman.
Va ser guardonat amb la Medalla Agassiz el 1928 i la Medalla Vega el 1939.

## Treball
- Mekanik. Norstedt, Stockholm 1919.